# Azurém
Azurém es una freguesia portuguesa del concelho de Guimarães, con 2,41 km² de superficie y 8.151 habitantes (2001). Su densidad de población es de 3 382,2 hab/km².

## Galería

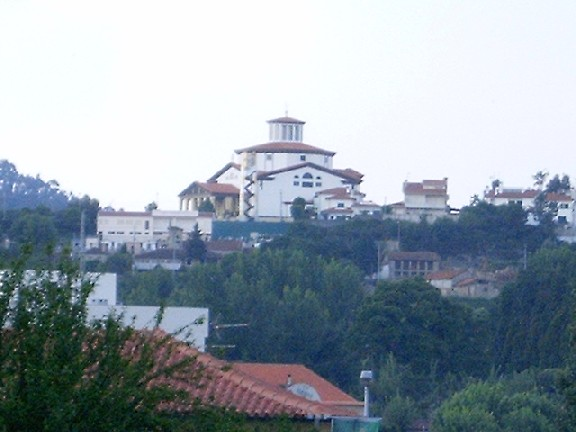
Vista de Azurém, con su iglesia, sui generis, al fondo.